# Kamienna Górka (Bircza)
Kamienna Górka – część miasta Birczy w Polsce, w województwie podkarpackim, w powiecie przemyskim. Stanowi zabudowania w południowej części Birczy, wzdłuż ulicy Kamienna Górka.
W latach 1975–1998 miejscowość należała administracyjnie do województwa przemyskiego. 1 stycznia 2024 wraz z odzyskaniem statusu miasta przez Birczę miejscowość stała się obszarem miejskim.